# Alžbětinské divadlo

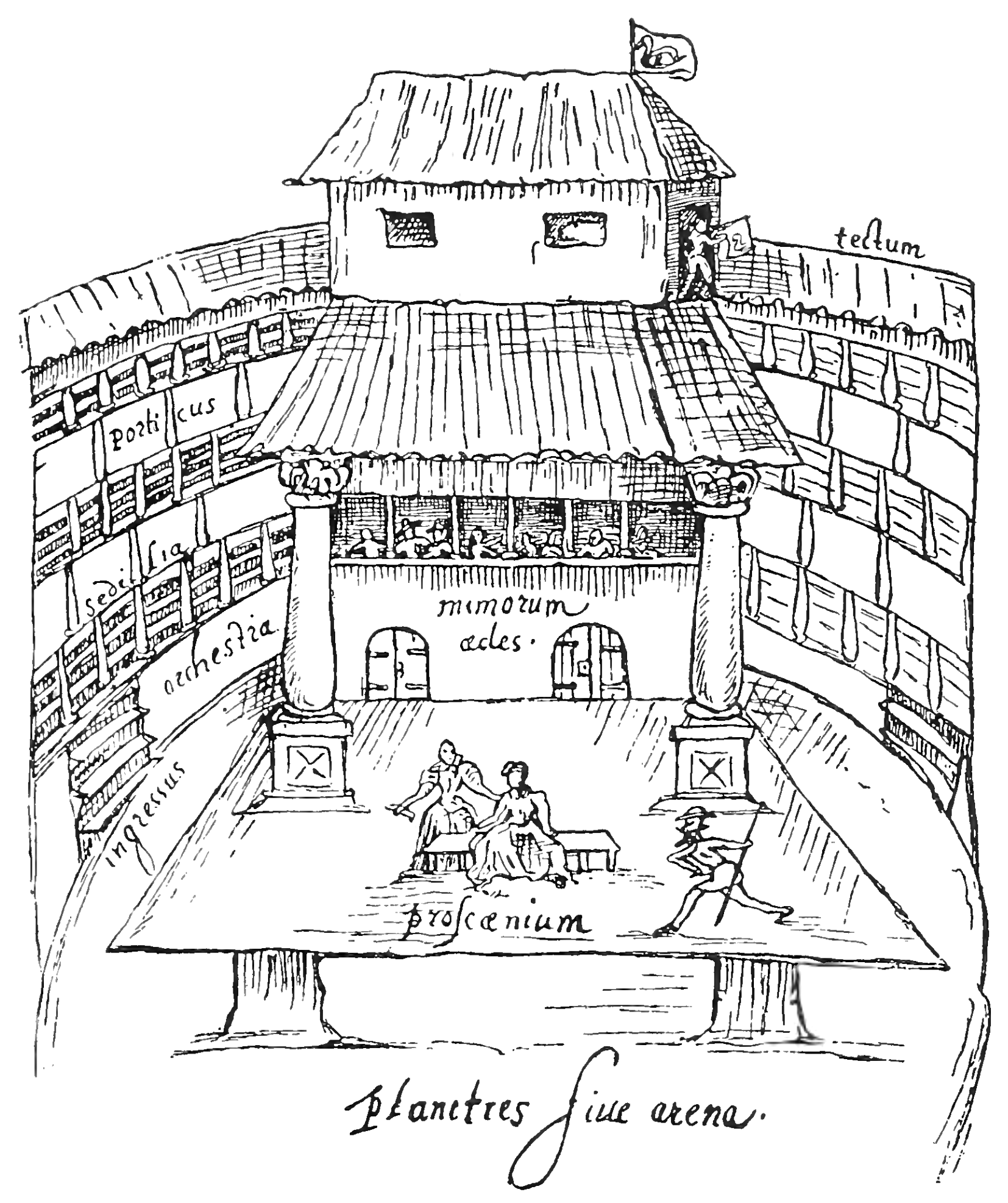
Představení v divadle The Swan, skica z roku 1596.

Alžbětinské divadlo je souhrnné označení pro tvorbu anglických pozdně renesančních dramatiků, časově spadající do období vlády Alžběty I. a Stuartovců Jakuba I. a Karla I. (tj. zhruba od poslední třetiny 16. století do občanské války v roce 1642). Za jeho zakladatele je považována tzv. skupina univerzitních vzdělanců (University Witts), označovaná tak podle toho, že její členové (Robert Greene, Thomas Lodge, Thomas Kyd, John Lyly, Christopher Marlowe, Thomas Nashe a George Peele) získali vzdělání na Cambridgeské nebo Oxfordské univerzitě. Jeho vyvrcholením je pak tvorba Williama Shakespeara.[chybí lepší zdroj]

## Divadelní společnosti, divadla a scénografie
Alžbětinské divadlo vzniklo na základě velké tradice a obliby středověkého divadla v Anglii a vyznačuje se vznikem profesionálních divadelních společností, pro které vznikly v ekonomicky dobře se rozvíjející zemi vhodné podmínky. Tyto společnosti, jejichž spolumajitelé se dělili o náklady a o zisk a ve kterých herci (hráli pouze muži) dostávali platy, se snažili o vytvoření stabilních hospodářských vztahů. Uchylovaly se proto pod patronaci významných šlechticů, různě se podle své ekonomické situace propojovaly a pro své potřeby budovaly také divadelní budovy, což vedlo k tomu, že divadlo se stalo součástí společenského života. K nejvýznamnějším společnostem své doby patřily Služebníci Lorda Leicestra (The Earl of Leicester's Men) působící v letech 1559 až 1588 a pak zejména Služebníci lorda komořího (Lord Chamberlain's Men) z let 1594 až 1603, se kterou byl po většinu své profesionální kariéry spojen William Shakespeare.[chybí lepší zdroj]

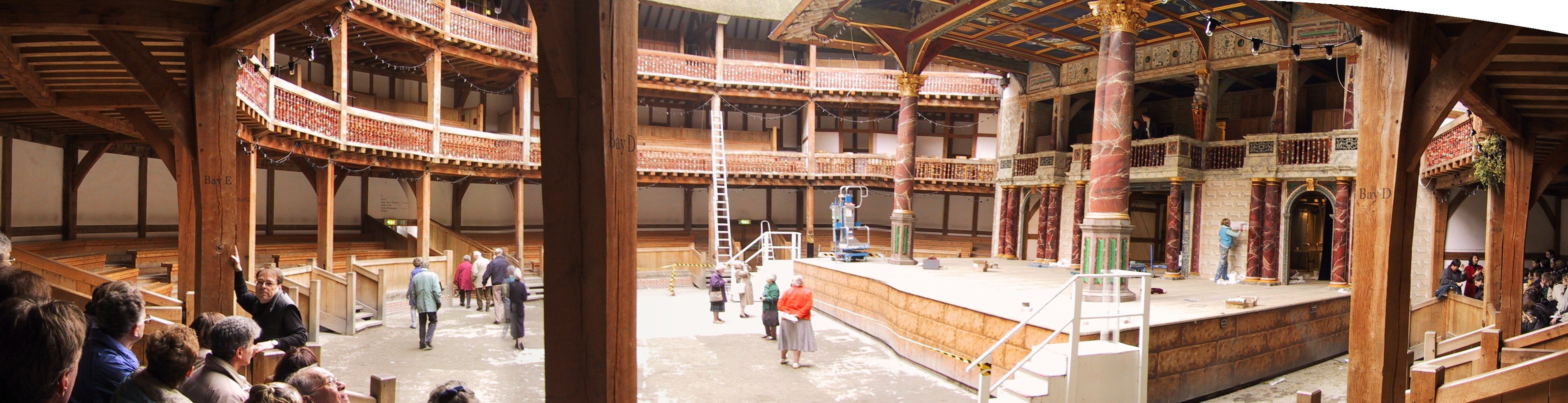
Vnitřek moderní rekonstrukce divadla The Globe v Londýně z roku 1997.

Divadelní scény byly dvojího typu, aristokratické (soukromé) a nově i veřejné. První veřejnou divadelní budovu v Londýně postavil již roku 1567 herec a divadelní podnikatel (impresário) James Burbage (1531–1597), člen společnosti Služebníci Lorda Leicestra. Divadlo se jmenovalo The Theatre (Divadlo) a postupně k němu přibývala další, jako například The Blackfriars (1576, U černých bratří), The Swan (1595, Labuť) nebo The Globe (1599, Zeměkoule), k jehož spolumajitelům patřil William Shakespeare a jiné.[chybí lepší zdroj] Většina těchto divadel existovala až do roku 1642, kdy byly na příkaz fanatických puritánů všechny londýnské scény nejprve uzavřeny a o dva roky později zbořeny.
Základní charakter veřejných divadel vyrůstal z tradic středověké scénografie. Byla proto většinou arénového typu s nekrytým nebo jen částečně zastřešeným jevištěm, které bylo obklopené nejméně jedním pořadím lóží a galeriemi. O rozvoj scénického prostoru podle antických vzorů pak usiloval nejvýznamnější představitel alžbětinské architektury Inigo Jones (1572–1651), který působil také jako scénograf a kostýmní výtvarník. Uvedl na alžbětinský dvůr například tzv. perspektivní scénografii na základě italských vzorů, čímž připravil přechod od renesančního divadla k pompéznímu baroknímu stylu.[chybí lepší zdroj]
Scénografie uváděných divadelních představení vycházela nejprve z tradic středověké symboliky. Tu překonalo až shakespearovské divadlo, postupně však začala převládat dvorská okázalost, především v tzv.maskách, což byly krátké, zpravidla veršované, divadelní hry zahrnující hudbu, zpěv, tanec a bohatou výpravu s kostýmy.

## Charakter divadelních her
Původní středověké dramatické žánry (mirákly, interludia, morality atp.) byly v období alžbětinského divadla rozvíjeny v duchu humanismu a renesance a aktuálních společenských potřeb. Na rozdíl od italské commedie dell’arte byla ale hra alžbětinských herců charakteristická snahou o co nejpřesnější interpretaci textu divadelních her, a to především díky literárně náročným, většinou veršovaným dramatům. Náměty k nim jejich autoři hledali zejména v antické, italské a anglické mytologii a historii a mnozí z nich čerpali ze sbírky povídek Williama Paintera (asi 1540–1594) Palác potěšení (1566–67, The Palace of Pleasure). Velmi často také na tvorbě jedné hry spolupracovalo více autorů. Byly pěstovány prakticky všechny žánry: komedie, tragédie, tragikomedie, historické i pohádkové hry.[chybí lepší zdroj]

## Dramatici

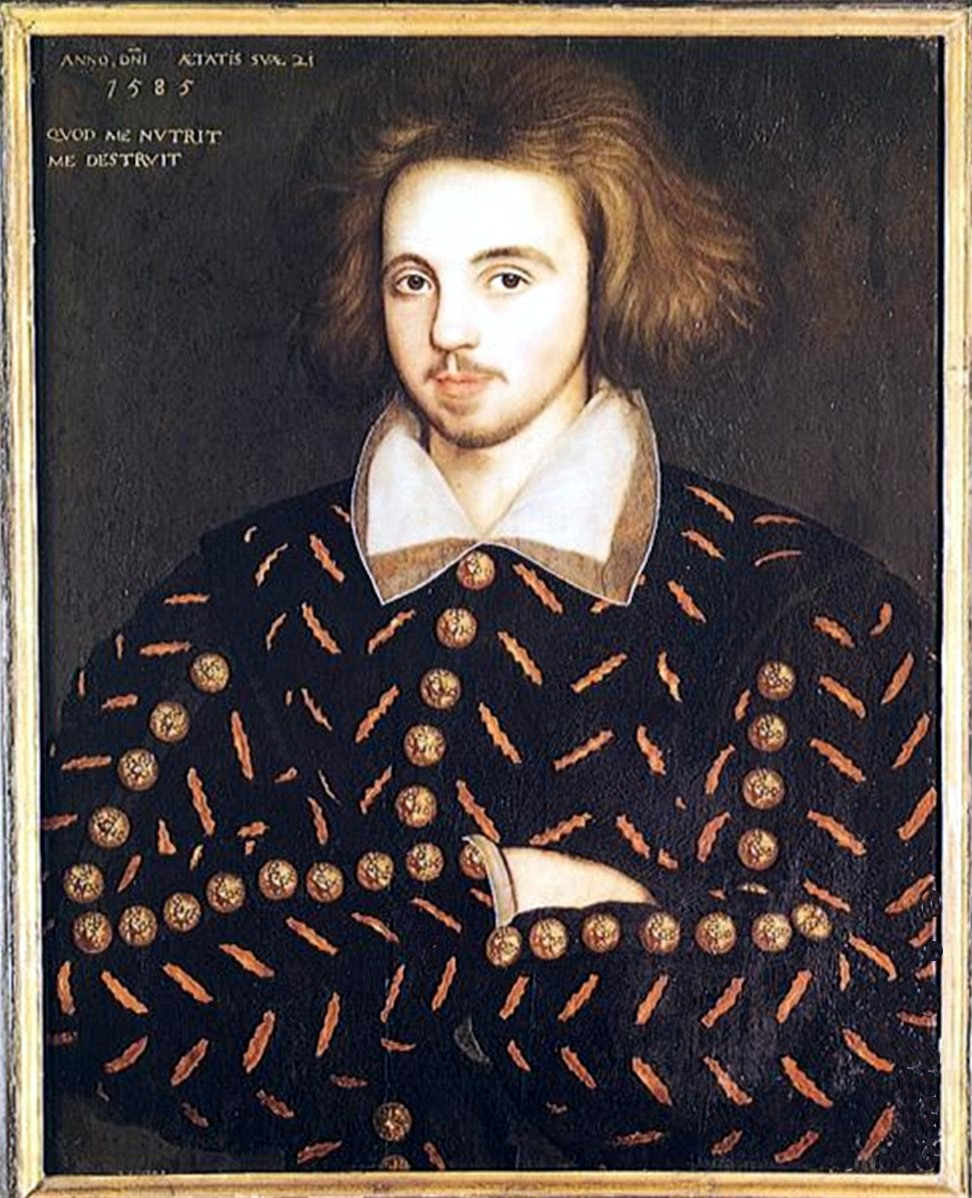
Christopher Marlowe, portrét z roku 1585.

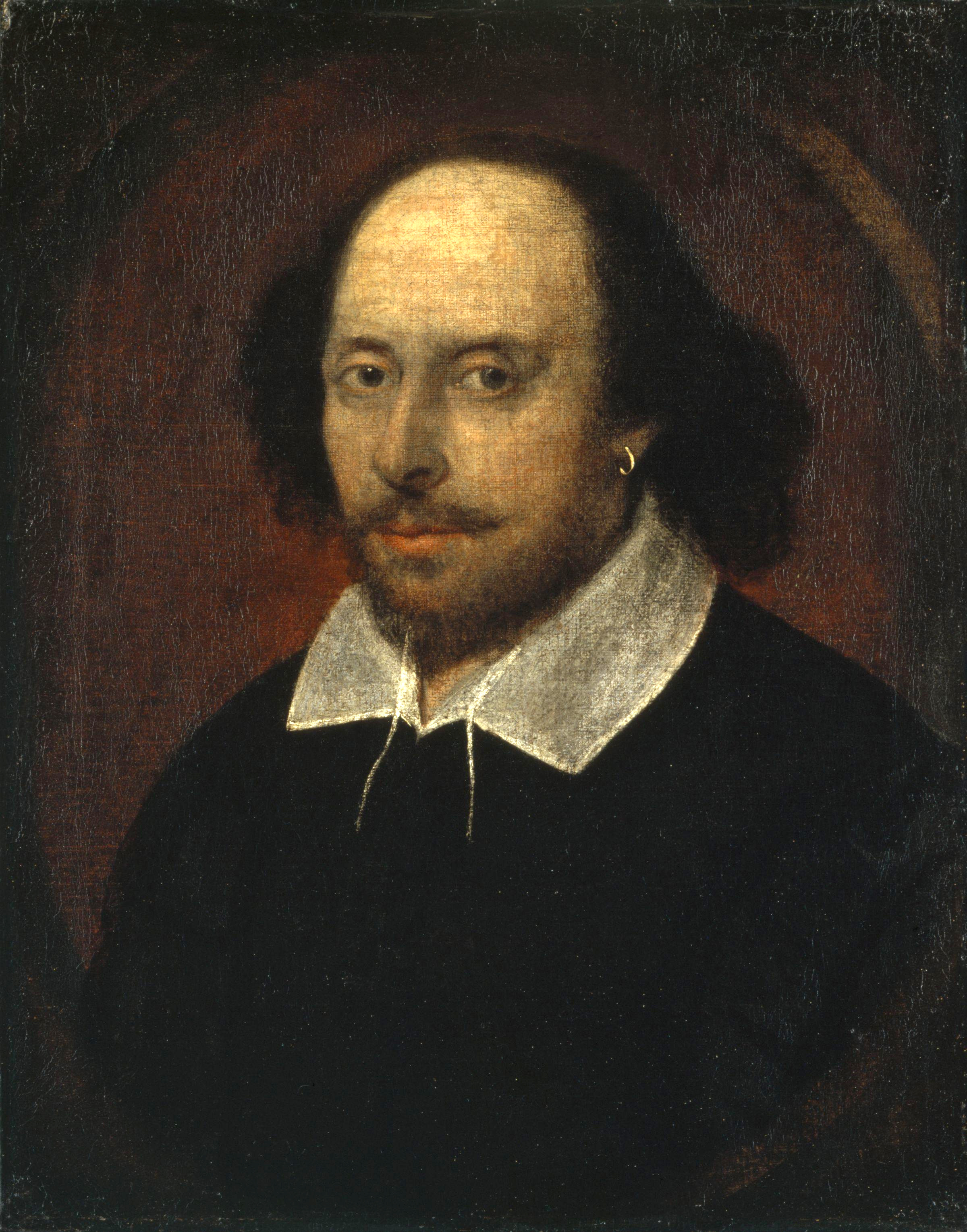
William Shakespeare, portrét z roku 1610.

K nejvýznamnějším alžbětinským dramatikům (jsou seřazeni chronologicky podle roku narození) patří:
- John Lyly (asi 1554–1606), jehož divadelní hry, například prózou napsaná komedie Alexander a Kampaspé (1584, Alexander and Campaspe), zpracovávají antické a mytologické náměty.
- George Peele (1556 – asi 1597), který se podílel na utváření stylu dvorské podívané a z jehož děl vynikla rámcová lidová komedie Babská povídačka (asi 1595, The Old Wives' Tale), satira na některé tendence v tehdejší divadelní praxi vedoucí k matoucí směsicí divadelních nesmyslů.
- Thomas Lodge (asi 1557–1625), lékař, voják a dobrodruh, autor (společně s Robertem Greenem) hry Zrcadlo nastavené Londýnu a Anglii (asi 1590, A Looking Glass for London and England) na biblický námět (kde Ninive slouží jako morální apel pro anglickou společnost) a hry Rány občanské války (1594, The Wounds of Civil War), zpracování konfliktu mezi římskými vojevůdci Gaiem Mariem a Sullou.
- Robert Greene (1558–1592), jehož komedie Pamětihodná historie o otci Baconovi a otci Bungayovi (1589, The Honourable History of Friar Bacon and Friar Bungay) je jedna z prvních anglických komedií se dvěma zápletkami a byla jakýmsi modelem pro další dramatiky.
- Thomas Kyd (1558–1594), autor Španělské tragédie (asi 1590, The Spanish Tragedy), která založila tradici tzv. tragédie pomsty a je považována za jakýsi předobraz Shakespearova Hamleta. Společně s Williamem Shakespearem je považován za autora anonymně vydané historické hry Edward III.
- George Chapman (asi 1559–1634) známý především překlady Homérových děl. Z jeho her je nejznámější heroicko-melodramatická tragédie Bussy D'Ambois (1607) z francouzské historie a komedie Všichni blázni (1605, All Fools), ve které satiricky zobrazil lidské slabosti.
- Christopher Marlowe (1564–1593), nejvýznamnější dramatik ze Shakespearových předchůdců, jehož tragédie, například Tamerlán Veliký (1587, Tamburlaine the Great), Edward II. (1592), Maltský žid (asi 1590, The Jew of Malta) nebo Tragická historie o doktoru Faustovi (asi 1592, The Tragical History of the Life and Death of Doctor Faustus) zobrazují výjimečné až titánské hrdiny, které hubí jejich vlastní ctižádost a vášnivost.
- William Shakespeare (1564–1616), největší anglický a světový dramatik své doby, jehož dílo je vyvrcholením nejen alžbětinského ale renesančního divadla vůbec. Je považován za nesporného autora třiceti osmi her různých žánrů (historické hry, komedie, tragédie a tzv. romance neboli tragikomické pohádkové hry), z nichž některé napsal ve spolupráci s jinými dramatiky (Thomas Kyd, Thomas Middleton, John Fletcher). První z nich je třídílná historická hra Jindřich VI. (1591, Henry VI.), z dalších historických her je nejznámější Richard III. (1593). Z komedií vyniká zejména Zkrocení zlé ženy (1594, The Taming of the Shrew), Sen noci svatojánské (1596, A Midsummer-night's Dream), Kupec benátský (1597, The Merchant of Venice), Jak se vám líbí (1601, As You Like It), Veselé paničky windsorské (1601, The Merry Wives of Windsor) a Večer tříkrálový (1602, Twelfth Night), z pohádkových her Zimní pohádka (1611, The Winter's Tale) a Bouře (1612, The Tempest). Neobyčejnou hloubkou se pak vyznačují jeho tragédie, například Romeo a Julie (1595, Romeo and Juliet), Julius Caesar (1599), Hamlet (1604), Othello (1605), Král Lear (1606, King Lear), Macbeth (1606) a další.
- Thomas Nashe (1567–1601), autor prvního anglického pikareskního románu Nešťastný poutník (1594,The Unfortunate Traveller), spoluautor dnes ztracené "protistátní" komedie Bena Jonsona  Psí ostrov (1597, The Isle of Dogs), která přivedla Jonsona do vězení.
- Robert Wilmot (1568–1608), autor hry Tancred a Gismund (1591, The Tragedy of Tancred and Gismund), nejstarší anglické hry založené na námětu z italských novel.[6]
- Thomas Heywood (kolem 1574–1641), který psal mimo jiné i tzv. rodinná dramata, z nichž nejznámější je tragédie Žeba zabitá dobrotou (1603, A Woman Killed with Kindness).
- Ben Jonson (1572–1637) jehož satirické komedie, například Volpone aneb Lišák (1606, Volpone, or The Fox), Epicoena aneb Mlčenlivá žena (1609, Epicoene, or The Silent Woman), Alchymista (1610, The Alchemist) nebo Bartolomějský jarmark (1614, Bartholomew Fayre) kritizují honbu za ziskem ve společnosti a předjímají poetiku klasicistního dramatu.
- Thomas Dekker (asi 1572–1632), předmětem jehož mravoličných komedií a satirických dramat byl všední život anglických měšťáků a jejich morálka. Nejznámější z nich je komedie Ševcovské posvícení (1600, The Shoemakers' Holiday).
- John Marston (1576–1634), který s Johnem Websterem napsal tragikomedii Nespokojenec (1604, The Malcontent) ovlivněnou Shakespearovým Hamletem a společně s Benem Johnsonem a Georgem Chapmanem komedii Na východ! (1605, Eastward Hoe!), která vyvolala skandál pro údajnou urážku krále Jakuba I. protiskotskými výroky (autoři byli dokonce načas uvězněni a propuštěni až na přímluvu vlivných známých).
- John Fletcher (1579–1625), který kromě vlastní samostatné tvorby spolupracoval s mnoha dramatiky. Společně s Francisem Beaumontem napsal asi patnáct her (tragédie, tragikomedie či satirické komedie), například Rytíř hořící paličky (1609, Tle Kinght of the Burning Pestle), první dramatická parodie na rytířskou tematiku, dále Philaster aneb Láska krvácí (asi 1609, Philaster, or Love Lies a-Bleeding), Králem být a nebýt (1611, A King and No King) nebo Dívčina tragédie (1611, The Maid's Tragedy). S Philipem Massingerem napsal mimo jiné komedie Love's Cure (1612, Léčba láskou) a Španělský farář (1622, The Spanish Curate) a podílel se na také na Shakespearových hrách Jindřich VIII. (1611, Henry VIII.) a Dva vznešení příbuzní (asi 1613, The Two Noble Kinsmen). Z jeho vlastních her je nejznámější Zkrocené zlého muže (před 1625, The Woman’s Prize or The Tamer Tamed), přímé pokračování Shakespearovy hry Zkrocení zlé ženy.
- John Webster (asi 1580 – po 1625), autor chmurných až krutých tragédií plných vášně napsaných většinou podle italských předloh, které se vyznačují složitými zápletkami plnými intrik a vystihují korupci dvorského života i úpadek morálních hodnot. Jde o především o tzv. tragédie pomsty jako je Bílá dáblice (1612, The White Devil) nebo Vévodkyně z Amalfi (1613, The Duchess of Malfi).
- Thomas Middleton (1580–1627), spoluautor mnoha her, například tragédie Pitvora (1623, The Changeling), kterou napsal společně s Williamem Rowleym. Z jeho vlastních her je nejznámější měšťanská satirická komedie Cudná panna z Cheapside (asi 1613, A Chaste Maid in Cheapside) a politická satira Hra v šachy (1624, A Game at Chesse). Je také považován za spoluautora Shakespearovy hry Timon Athénský.
- Philip Massinger (1583–1540) se společně s Johnem Fletecherem a Thomasem Dekkerem podílel na tragédii Panenská mučednice (1622, The Virgin Martyr) a z jeho samostatné tvorby se proslavila satirická komedie Nový způsob jak platit staré dluhy (1625, A New Way to Pay Old Debts).
- Francis Beaumont (1584–1616), který rovněž kromě vlastní tvorby spolupracoval s jiným dramatiky a například společně s Johnem Fletcherem napsal asi patnáct her (tragédie, tragikomedie či satirické komedie). Z jeho vlastní tvorby je nejznámější komedie Odpůrce žen (1607, The Woman-Hater).
- William Rowley (asi 1585 – asi 1642), který sám nebo ve spolupráci s jinými autory (Thomas Middleton, John Ford a další) napsal asi padesát her. Z jeho samostatných prací je možno jmenovat tragédii Chtíč všechno pokazí (1619, All's Lost by Lust)
- John Ford (1586 – po 1639), který psal ve spolupráci s Thomasem Dekkerem a Williamem Rowleym napsal tragédii Čarodějnice z Edmontonu (1621, The Witch of Edmonton). Sám psal hry, jejichž námětem je síla vášně, například tragikomedii Melancholie milence (1628, The Lover's Melancholy) nebo tragédii Jaká škoda, že je to děvka (1629, Tis Pity She's a Whore).
- James Shirley (1596–1666), autor především komedií mravů, například Hyde park (1632) nebo Dáma milující zábavu (1635, The Lady of Pleasure), ale také tragédií, ze kterých je možno jmenovat Krutost lásky (1631, Love's Cruelty) nebo Kardinál (1641, The Cardinal).

## Česká vydání

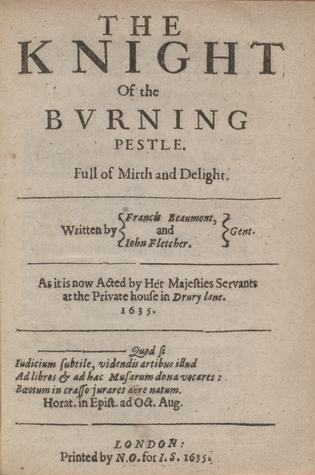
Francis Beaumont a John Fletcher: Rytíř hořící paličky, vydání roku z 1635.

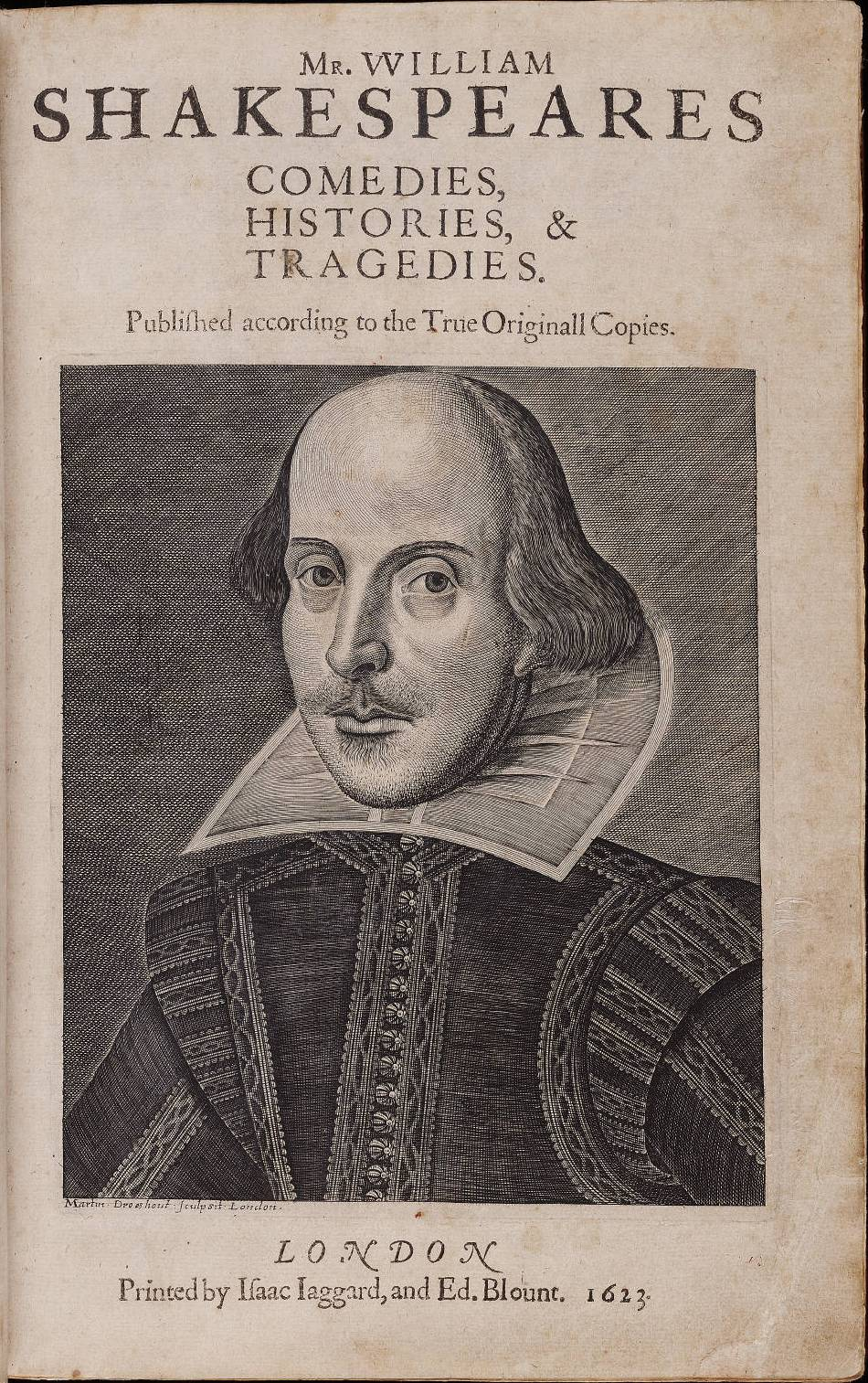
Vydání her Williama Shakespeara z roku 1623.

Přehled českých vydání divadelních her alžbětinských dramatiků (v abecedním řazení dle autorů) je kompletní kromě vydání her Williama Shakespeara, jejichž výčet překračuje pro svůj veliký rozsah možnost tohoto článku. Proto jsou zde od tohoto dramatika uvedeny pouze publikace mající charakter obsáhlých výborů.
- Francis Beaumont a John Fletcher: Králem být a nebýt, Dilia, Praha 1981, přeložil Jiří Josek,
- Francis Beaumont a John Fletcher: Králem být a nebýt, antologie Alžbětinské divadlo III., Odeon, Praha 1985, přeložil Jiří Josek,
- Francis Beaumont a John Fletcher: Philaster čili Láska krvácí, Kamilla Neumannová, Praha 1918, přeložil Norbert Fomeš,
- Francis Beaumont a John Fletcher: Rytíř hořící paličky, Dilia, Praha 1969, přeložil Břetislav Hodek,
- Thomas Dekker: Modrý pondělek, Dilia, Praha 1961, přeložil a upravil K. M. Walló, jde o hru Ševcovské posvícení,
- Thomas Dekker: Ševcovské posvícení, antologie Alžbětinské divadlo II., Odeon, Praha 1980, přeložil František Fröhlich,
- John Fletcher a Philip Massinger: Španělský farář, Dilia, Praha 1957, přeložil František Hrdlička,
- John Fletcher: Zkrocení zlého muže, Dilia, Praha 1958, přeložila Eva Bezděková,
- Robert Greene: Pamětihodná historie o otci Baconovi a otci Bungaym, antologie Alžbětinské divadlo I., Odeon, Praha 1978, přeložil Alois Bejblík,
- Thomas Heywood: Žena zabitá dobrotou, antologie Alžbětinské divadlo II., Odeon, Praha 1980, přeložil Milan Lukeš,
- Ben Jonson: Alchymista, Orbis, Praha 1956, přeložil Břetislav Hodek,
- Ben Jonson: Bartolomějský jarmark, antologie Alžbětinské divadlo II., Odeon, Praha 1980, přeložil Břetislav Hodek,
- Ben Jonson: Epicoena aneb Mlčenlivá žena, antologie Alžbětinské divadlo II., Odeon, Praha 1980, přeložil Břetislav Hodek,
- Ben Jonson: Volpone aneb Lišák, antologie Alžbětinské divadlo II., Odeon, Praha 1980, přeložil Břetislav Hodek,
- Thomas Kyd: Španělská tragédie, antologie Alžbětinské divadlo I., Odeon, Praha 1978, přeložil Břetislav Hodek,
- John Lyly: Alexandr a Kampaspé, antologie Alžbětinské divadlo I., Odeon, Praha 1978, přeložil Jaroslav Hornát,
- Christopher Marlowe: Edward II., J. Šnajdr, Kladno 1922, přeložil Otokar Fischer,
- Christopher Marlowe: Doktor Faustus, J. Šnajdr, Kladno 1925, přeložil Stanislav Stuna,
- Christopher Marlowe: Doktor Faustus, Dilia, Praha 1969, přeložil Vladimír Pražák,
- Christopher Marlowe: Tragická historie o doktoru Faustovi, antologie Alžbětinské divadlo I., Odeon, Praha 1978, přeložil Alois Bejblík,
- Christopher Marlowe: Maltský žid, antologie Alžbětinské divadlo I., Odeon, Praha 1978, přeložil Milan Lukeš,
- John Marston: Nespokojenec, Dilia, Praha 1977, přeložil Zdeněk Hron,
- Philip Massinger: Nový způsob jak splácet staré dluhy, Dilia, Praha 1979, přeložil Jaroslav Bílý,
- Philip Massinger: Nový způsob, jak platit staré dluhy, antologie Alžbětinské divadlo III., Odeon, Praha 1985, přeložil Jaroslav Pokorný,
- Thomas Middleton a William Rowley: Pitvora, antologie Alžbětinské divadlo III., Odeon, Praha 1985, přeložil Břetislav Hodek,
- William Shakespeare: Výbor z dramat I., Naše vojsko, Praha 1956, přeložil Erik Adolf Saudek, obsahuje komedie Zkrocení zlé ženy, Sen noci svatojánské, Kupec benátský, Jak se vám líbí, Večer tříkrálový a Veselé paničky windsorské.
- William Shakespeare: Výbor z dramat II., Naše vojsko, Praha 1957, přeložil Erik Adolf Saudek, obsahuje tragédie Romeo a Julie, Julius Caesar, Hamlet, Othello, Macbeth a Král Lear.
- William Shakespeare: Knihovna klasiků – Spisy, SNKLHU a Odeon, Praha 1955–1988, nedokončeno. Spisy obsáhly dvacet pět her, z nichž převážnou část přeložil Erik Adolf Saudek, dále se na překladech podíleli Bohumil Franěk, Aloys Skoumal, Václav Renč, František Vrba, Jiří Josek, Martin Hilský, Břetislav Hodek a Alois Bejblík. Vyšlo Komedie II. (1955), Tragédie I. (1958), Tragédie II. (1963), Komedie III. (1967) a Komedie I. (1998).
- William Shakespeare: Spisy v edici Český překlad, SNKLHU, Praha 1959–1964, vydání obsáhlo třicet sedm her, z nichž převážnou část přeložil Josef Václav Sládek a zbytek Antonín Klášterský. Vyšlo Komedie I.-II. (1959), Tragédie I.-II. (1962), Historie I. (1964) a Historie II., Básně (1964).
- William Shakespeare: třísvazkové vydání patnácti her v edici Galerie klasiků, Odeon, Praha 1983, přeložil Erik Adolf Saudek. Vyšlo Tragédie, Komedie a Antická dramata.
- William Shakespeare: Dvanáct nejlepších her I. a II., Romeo, Praha 2011, přeložil Jiří Josek, obsahuje Richard III., Zkrocení zlé ženy, Romeo a Julie, Sen čarovné noci, Kupec benátský, Veselé paničky windsorské, Večer tříkrálový, Hamlet, Othello, Macbeth, Král Lear a Bouře.
- William Shakespeare: Dílo, Academia, Praha 2011, přeložil Martin Hilský, kompletní vydání všech Shakespearových dramatických a básnických děl.
- John Webster: Vévodkyně z Malfi, Dilia, Praha 1970, přeložil Vladimír Pražák,
- John Webster: Bílá ďáblice, Dilia, Praha 1982, přeložil František Fröhlich,
- John Webster: Bílá ďáblice, antologie Alžbětinské divadlo III., Odeon, Praha 1985, přeložil František Fröhlich,
- John Webster: Vévodkyně z Amalfi, antologie Alžbětinské divadlo III., Odeon, Praha 1985, přeložil Alois Bejblík,
- John Webster: Vévodkyně z Amalfi, Artur, Praha 2008, přeložil Alois Bejblík.